# Łękomir
Łękomir – staropolskie imię męskie, złożone z członów Łęko- (łęka – "zdrada, obłuda, przebiegłość, chytrość") i -mir ("pokój, spokój, dobro"). Być może oznaczało "ten, który ustanawia pokój dzięki swojej chytrości".
Łękomir imieniny obchodzi 26 września
Zobacz też:
- Łukomierz